# Martin Obzina
Martin Obzina (* 17. August 1905 in Chicago, Illinois; † 8. Januar 1979 in New York City, New York) war ein US-amerikanischer Szenenbildner und Artdirector, der zweimal für den Oscar für das beste Szenenbild sowie einem Emmy nominiert war.

## Leben
Obzina begann seine Laufbahn in der Filmwirtschaft Hollywoods zunächst 1929 als Filmeditor bei einigen wenigen Filmen, ehe er seit dem Film When Tomorrow Comes (1939) als Artdirector und Szenenbildner an fast 130 Filmen mitarbeitete.
Bei der Oscarverleihung 1940 wurde er gemeinsam mit Jack Otterson erstmals für den Oscar für das beste Szenenbild nominiert und zwar für den Film First Love (1939), einer von Henry Koster inszenierten Musicalkomödien mit Deanna Durbin, Robert Stack und Eugene Pallette in den Hauptrollen. Seine zweite Oscarnominierung in dieser Kategorie bekam er zusammen mit Otterson und Russell A. Gausman für das Szenenbild des Schwarzweißfilms Die Abenteurerin (1941), einer romantischen Komödie von René Clair mit Marlene Dietrich, Bruce Cabot und Roland Young.
Seit den 1950er Jahren arbeitete er als Artdirector und Szenenbildner überwiegend für Fernsehfilme und Fernsehserien wie Alfred Hitchcock Presents (1955 bis 1962) und erhielt 1957 zusammen mit John Robert Lloyd, John J. Lloyd, John Meehan und George Patrick eine Emmy-Nominierung für die beste Artdirection für die von der CBS produzierte Fernsehserie General Electric Theater (1953).

## Filmografie (Auswahl)

### Als Filmeditor
- 1929: Bachelor’s Club
- 1929: Back from Shanghai
- 1929: The Heroic Lover

### Als Szenenbildner
- 1939: When Tomorrow Comes
- 1939: First Love
- 1940: One Night in the Tropics
- 1940: Mein kleiner Gockel (My Little Chickadee)
- 1941: Die Abenteurerin (The Flame of New Orleans)
- 1942: There’s One Born Every Minute
- 1943: Verhängnisvolle Reise
- 1943: Das Spinnennest
- 1944: The Merry Monahans
- 1945: Night Club Girl
- 1946: Zwei Sprengstoffverkäufer (Little Giant)
- 1946: Black Angel
- 1947: Michael schafft Ordnung (Heaven Only Knows)
- 1948: Terror am Kilometerstein 13 (Highway 13)
- 1949: Texaspolizei räumt auf (Deputy Marshal)
- 1949: Der Brandstifter von Los Angeles (Arson, Inc.)
- 1950: Auf dem Kriegspfad (Davy Crockett, Indian Scout)
- 1951: Das Schwert von Monte Christo (The Sword of Monte Cristo)
- 1952: Die Frau mit der eisernen Maske (Lady in the Iron Mask)
- 1952: Rodeo
- 1953: The Lady Wants Mink
- 1953: The Pepsi-Cola Playhouse (Fernsehserie)
- 1959: Markham (Fernsehserie)
- 1960: Erwachsen müßte man sein (Sitcom)
- 1962: Laramie